# Líder (personaje)
Líder  (Samuel Sterns)  es un personaje ficticio, un supervillano que aparece en los cómics estadounidenses publicados por Marvel Comics. El Líder apareció por primera vez en Tales to Astonish # 62, creado por el escritor Stan Lee y el artista Steve Ditko como un enemigo de Hulk.Ha aparecido principalmente en cómics relacionados con Hulk a lo largo de los años y fue uno de los personajes destacados de Marvel NOW! Thunderbolts relanzados.
Sterns trabajó como conserje en Boise, Idaho cuando estuvo expuesto a la radiación gamma. La radiación lo transformó en una entidad de piel verde y superinteligente que se nombra Líder y se embarca en una carrera criminal. Él es frustrado repetidamente por Hulk, que supera todos los planes del Líder, así como sus secuaces artificiales conocidos como los humanoides. Sterns más tarde se transformaría aún más, haciendo que su cráneo se transformara en la forma de un cerebro de gran tamaño. Como parte de la Inteligencia, él es una parte integral de la historia de Hulked Out Heroes.
El actor estadounidense Tim Blake Nelson interpreta al Líder en la película de 2008, The Incredible Hulk del Universo Cinematográfico de Marvel. Vuelve interpretar al Líder en la película Captain America: Brave New World (2025) y será el villano de Sam Wilson, el Capitán América. En 2009, el líder fue clasificado como IGN 63.º más grande villano de cómic de todos los tiempos. Es uno de los villanos más malvados de Hulk y Marvel Comics.

## Historial de publicaciones
El personaje apareció por primera vez en Tales to Astonish # 62, y fue creado por Stan Lee y Steve Ditko.

## Biografía ficticia del personaje
Nacido como Samuel Sterns en Boise, Idaho, trabajó para una planta química en una pequeña categoría. Mientras se mueven materiales radioactivos a un área de almacenamiento subterráneo, algunos de los materiales radioactivos explotan, bombardeando a Sterns con radiación gamma. Se recupera y descubre que la radiación lo ha cambiado de un ser humano común a una entidad súper inteligente de piel verde con un cerebro de gran tamaño alojado en un cráneo elevado. Como es el caso con la mayoría de los individuos mutados por radiación gamma desde el principio, se dice que el conjunto particular de características de las esternas adquiridas por la exposición a la misma son resultado de un deseo subconsciente; en su caso, el deseo de ser tan inteligente como su hermano Philip, que era físico y trabajaba en las mismas instalaciones. Llamándose a sí mismo el Líder, Sterns se embarca en varios esquemas delictivos ambiciosos, con Hulk como su principal enemigo, respaldado consistentemente por un ejército autoconstruido de Humanoides plásticos súper fuertes y prácticamente invulnerables. 
El Líder crea una red de espionaje para derrocar al gobierno federal de los Estados Unidos. Él envía un espía para robar un robot que el Dr. Bruce Banner estaba desarrollando. El espía es golpeado en un pozo profundo por Hulk, y está atrapado allí. El Líder envía al Camaleón para averiguar por qué el espía no ha respondido. Aunque el Camalen falla en esto, le informa al Líder del envío secreto de un dispositivo nuclear recientemente desarrollado, el Absorbatron. El Líder envía un Humanoide para robar el dispositivo. El Humanoide es detenido por el Hulk, que el Líder ve por primera vez a través de los ojos de su Humanoide. Él deduce que Hulk es una creación de radiación gamma como él mismo, y se obsesiona inmediatamente con aprender más sobre él.Por lo tanto, aunque envía una horda de Humanoides para apoderarse del Absorbatron mientras se está probando en una isla desierta, cuando Hulk es visto allí, se enfoca en capturarlo, ahora convencido de que los dos están "condenados" para convertirse en aliados. Sin embargo, el Hulk es salvado involuntariamente de ser capturado por las tropas del ejército estadounidense. Un tercer intento de robar el Absorbatron es exitoso, y el Hulk es entregado en las manos del Líder al mismo tiempo. Sin embargo, mientras el Líder todavía lo está estudiando científicamente, Hulk se libera y resulta imposible razonar con él. Él destruye el Absorbatron, y el Líder escapa por poco con su vida. Para vender su Humanoide de 500 pies (150 m) a naciones hostiles, el Líder organiza una demostración de su poder ordenándole atacar una base de misiles cercana. Sin embargo, el ejército golpea al Humanoid con un misil "Sunday Punch", que lo deja inoperante. Cuando el ejército acorrala posteriormente a Hulk en una cueva, el Líder lo rescata, y los dos se vuelven aliados incómodos. El Líder opera en Hulk para eliminar lo que habría sido una bala fatal en su cráneo, y aumenta aún más su fuerza con una lluvia de rayos gamma. Los dos se unen para robar la "Máquina Máxima" del Vigilante, un dispositivo que contiene todo el conocimiento del universo. En lugar de detenerlos directamente, el Observador implanta en el dispositivo una imagen tan horrible que su uso hace que el Líder caiga muerto por puro terror. Sin embargo, el Líder había hecho preparativos incluso para su muerte; un humanoide especial está programado para activarse cuando su corazón deja de latir y lleva al Líder a un "Revivo-Beam" que lo restauraría, ya que su cuerpo infundido con rayos gamma tarda más en alcanzar la muerte cerebral que el de una persona normal. Además, su uso de la máquina definitiva aparentemente desbloqueó varios poderes mentales previamente latentes.
Después de meses de esconderse, el Líder ofrece ayuda al general Thunderbolt Ross para neutralizar a Hulk, conteniéndolo dentro de una jaula de plastiteno.Sin embargo, Betty Ross escucha al Líder regocijándose con su verdadero plan: apoderarse de la base y usar sus misiles nucleares para desencadenar una guerra nuclear, aniquilando así a la mayor parte de la humanidad y facilitándole el control. Ella libera a Hulk, quien detiene el plan del líder. Sin embargo, el Líder se escapa y usa sus poderes para borrar todos los recuerdos de su esquema de los habitantes de la base, excepto Ross. El Líder secuestra el vehículo del módulo de asesinato del ejército de EE. UU., pero luego es destruido por Hulk. Como venganza, interrumpe la boda de Banner (el alter ego de Hulk) y Ross disparando a Banner con un rayo que lo convierte en una forma inusualmente salvaje de Hulk. Después de regresar brevemente a Samuel Sterns para cuestionar a Banner sobre las posibles debilidades de Hulk, resucita al Glob y le lava el cerebro para atacar a Hulk. Luego, el Líder intenta pedirle al General Ross y al comandante Glenn Talbot que le permitan usar el Brain-Wave Booster del Ejército de los EE. UU., Un amplificador mental tan poderoso que ningún humano normal puede usarlo. En un retcon, Ross y Talbot recordaron su intento anterior de activar el Armagedón nuclear, pero confían en él para que use el dispositivo de manera responsable. Él usa brevemente el dispositivo para acosar a Hulk con proyectos tridimensionales de sus enemigos, pero el Brain-Wave Booster se muestra demasiado avanzado incluso para el cerebro del Líder, y hace que sufra una crisis mental. El Líder luego crea duplicados de Androide del Presidente, Vicepresidente y personal militar en un intento de secuestrar al verdadero Presidente y Vicepresidente. Luego superpuso su conciencia sobre Rhino para luchar contra Hulk. Más tarde usó el Hulk y la Cosa como peones en un concurso con Kurrgo, el maestro del planeta.
Algún tiempo después, el Líder tomó brevemente la Base Gamma. Algún tiempo después de eso, él irradió con rayos gamma el suministro de agua de Manhattan en un intento de mutar a la humanidad en seres de piel verde como él. Más tarde activó el Arsenal, y luego despachó a los Vengadores a través del tiempo.
Después de un período de tiempo, la radiación gamma en su cuerpo comenzó a desaparecer. Al principio, el Líder atribuyó sus lapsos de concentración al exceso de trabajo de su mente, encontrando formas de derrotar a su mayor enemigo (el Hulk). Cuando el líder se dio cuenta de lo que estaba sucediendo, gran parte de la inteligencia que podría haber resuelto su difícil situación se había ido y los textos que una vez fueron un juego de niños para él estaban ahora irremediablemente más allá de él (incluso olvidó el código de acceso de su base secreta). En este período, hizo dinero en efectivo sin embargo, pudo hacerlo justificando o cometiendo faltas, hasta que logró convencer a Hulk Gris para que lo ayudara a recuperar su inteligencia prometiéndole que ayudaría a este último a seguir siendo Hulk a tiempo completo (en lugar de solo en noche). 
Rick Jones había sido afectado por una condición similar a Hulk y Hulk (utilizando los recuerdos de transferencia de rayos de Bruce Banner) ideó una máquina para transferir toda la radiación de rayos gamma de Rick Jones al Líder. Sin embargo, esta vez el proceso mutagénico fue ligeramente diferente, lo que resultó en un cráneo que se parecía a un cerebro de gran tamaño, en lugar de una frente elevada. También era un tono más claro de verde. Como nota al margen, esta transferencia también creó un vínculo psíquico entre los dos.
Poco después de esto, el Líder robaría el cuerpo aparentemente sin vida del General Thunderbolt Ross de la parte trasera de una ambulancia, simplemente porque estaba allí, y luego logró revivirlo como un vegetal sin mente, que usó como un forzoso armado.
En poco tiempo, se reveló la nueva forma del Líder, y envió Half-Life para luchar contra Hulk.El Líder envió un ejército de robots de cuatro brazos contra Hulk, y creó Roca y Redentor.
El Líder envió Roca y Redentor contra Hulk. Después de esto, el Líder se involucró en un plan para detonar una bomba gamma en una ciudad pequeña de Middletown, Arizona, matando a más de 5,000 personas, y los pocos sobrevivientes, ahora mejorados, le proporcionaron valiosos sujetos de investigación y ejecutores sobrehumanos llamados Escuadrón Riot. Con su ayuda, construyó una sociedad autosuficiente llamada Freehold en el Ártico, poblada por civiles que morían de envenenamiento por radiación. Algún tiempo después le dio a Hulk información sobre cómo encontrar a su hermano, Philip Sterns, el Loco, ya que pensó que sería mejor sacar a este último de su sufrimiento, debido a que su personalidad original fue devorada lenta y dolorosamente por el Loco en persona.
Después de que Jones sufrió un gran trauma mental debido a la muerte de su novia Marlo Chandler, su dolor fue suficiente para causarle una gran incomodidad al Líder, lo que lo motivó a trabajar para la recuperación de Marlo. En este momento, Freehold fue atacado por una rama de terroristas HYDRA, empleando a los U-Foes y sus seguidores para invadir la encubierta organización del Panteón, de la que Hulk era miembro, para obligarlos a ayudarlo a defenderlo. Empleó algo que irónicamente llamó el Deus Ex Machina. En conjunto con su seguidor, el Reverendo Reverendo mejorado por gamma, Soul Man, que falsamente creía haber sido bendecido por Dios con poder espiritual, en lugar de recibir habilidades casi divinas por parte del Líder, en un esfuerzo por revivir a Marlo y sifonear al poder de Soul Man para sí mismo. Rick Jones se convenció de aceptar la ayuda después de ver el cuerpo de Thunderbolt Ross, sin mente, pero móvil.
El Hulk, manipulado por el Líder del Panteón, Agamenón, atacó las instalaciones. Al mismo tiempo, HYDRA decidió asaltar la base, lo que llevó a una batalla de varios lados. Hulk finalmente atacó personalmente al Líder, quien, junto con Soul Man, aparentemente pereció en el fuego cruzado. La máquina también fue demolida, lo que provocó que Marlo entrara en un estado similar a Ross, pero ambos finalmente se recuperaron por completo.
La muerte del Líder dejó a su seguidor Omnibus en control de Freehold. Omnibus usó el control mental para manipular a varios jefes de personal de los EE. UU. Y diseñó muchos ataques terroristas de alto perfil para incitar a la guerra mundial, ya que razonó que era inevitable, y apresurarse le ofreció la oportunidad de permitirle a su sociedad personal sobrevivir y heredar la tierra. Omnibus fue finalmente expuesto por sus compañeros ciudadanos de Freehold, se juzgó que murió en el frío, y fue devorado por un oso polar. Bruce Banner también vio al Líder en un supuesto viaje al infierno. 
Un rato después, Hulk, quien en su personaje de Bruce Banner sufría de una condición nerviosa degenerativa (que finalmente lo mataría), fue confrontado por el Líder una vez más. Al parecer, realmente había perecido cuando el Deus Ex Machina fue destruido, pero su conciencia incorpórea había evolucionado más allá de la necesidad de un cuerpo. A pesar de que estaba en el proceso de construir un nuevo cuerpo a partir de materiales orgánicos aleatorios, en una cueva aislada cerca de la Base Gamma, se estaba preparando para dejar este nivel de realidad completamente atrás, trascendiendo más allá de sus objetivos físicos y antiguos. Sin embargo, antes de hacerlo, tenía la intención de curar a Bruce Banner por razones propias. Después de haberlo hecho, abandonó su cuerpo. Sin embargo, más tarde, su conciencia volvió a ponerse en contacto con Banner, aparentemente conmocionado por lo que había descubierto "más allá del velo"; sin embargo, no pudo regresar y no se supo nada hasta mucho más tarde.
Durante un momento de gran presión personal para Hulk y Bruce Banner, quienes habían comenzado a fusionar a sus personas, quedó claro que Home Base, una organización secreta que había perseguido implacablemente a Hulk para obtener su material genético, fue dirigida en secreto por el líder. Al final, después de que todas sus otras agendas hubieran fallado, el Líder finalmente logró controlar mentalmente a Hulk y lo guio hacia su base secreta, con la intención de tomar su cuerpo indestructible para sí mismo. Debido a la intervención de Nadia Blonsky, Betty Ross, Doc Samson y Iron Man, el plan fracasó y el Líder murió nuevamente.
Estos eventos, extraños y nebulosos como parecen, pueden o no haber tenido lugar de esta forma... pueden ser en parte verdaderos, o completamente una construcción del demonio extradimensional Pesadilla en un intento por vengarse de Hulk. En la actualidad, el Líder tiene un cuerpo que incorpora rasgos de sus dos encarnaciones anteriores; se desconoce exactamente cómo lo adquirió, pero puede haber sido relativamente fácil, dada su historia. 
El Líder es capturado por los Hulkbusters de S.H.I.E.L.D. y sometido a juicio por sus crímenes. Fue representado por el abogado Mallory Book de la firma de She-Hulk Goodman, Lieber, Kurtzberg & Holliway. Durante el juicio, la Sra. Book argumentó que el Líder no era responsable de sus acciones ya que la exposición al gamma cambió su personalidad a la fuerza. Para demostrar su punto, Book comparó a She-Hulk con Jennifer Walters, revelando que Jennifer era mucho más promiscua en su forma de She-Hulk. En el segundo día de la prueba, los humanoides del Líder llegaron para rescatarlo. En lugar de escapar, el Líder suspendió el ataque, optando por ver el juicio hasta su conclusión, ya que correctamente predijo que su defensa iba a ganar. Él fue encontrado no culpable. Aún no está claro si esta persona es realmente el líder original, o los Samuel Sterns de "Tierra-Alpha", cuyos habitantes habían estado intercambiando lugares con sus 616 homólogos durante un tiempo antes de esta prueba. 
Ahora, un hombre libre (cualquiera que sea), el Líder teletransportó a los aliados de Hulk, el Warbound, a Nevada. Allí, utilizó a Hiroim de Warbound, aprovechando su poder tectónico para activar un escudo de energía gamma sobre una parte del desierto. Se revela que el líder se está muriendo y que construyó la cúpula para curarlo. Debido a un error de cálculo, la energía de la cúpula en realidad lo mata más rápido. En la batalla con Warbound, el líder es apuñalado en el pecho con un tubo de hierro. El líder luego absorbió el poder de la cúpula, convirtiéndose en un gigante de piel gris. Hiroim también absorbió el poder, y luchó contra el líder, agotando sus dos poderes. En la muerte, Hiroim canaliza su antiguo poder hacia Kate Waynseboro, quien ataca al Líder, y lo obliga a teletransportarse.
El líder, aparentemente sano y en la forma que tenía originalmente, aparece una vez más, esta vez con diseños en el hijo de Hulk, Skaar. Finalmente se revela que él, junto con un selecto grupo de genios súper villanos, es parte de una colaboración de larga data que él llama la Inteligencia. El Líder también fue responsable de mutar a Marlo Chandler en la nueva Arpía. Durante ese tiempo, planeó vengarse de Kate Waynesboro.
Al final de la historia de Red Hulk, un Red Hulk recientemente rejuvenecido se acerca al Líder y se acerca lo suficiente para drenar completamente la radiación gamma que altera el cuerpo de la fisiología del Líder. Red Hulk hace esto como un castigo por la alteración del Líder de la hija de Ross / Red Hulk a Red She-Hulk. Red Hulk deja a Sterns vivo para sufrir, recordándole que como la persona a la que ha sido revertido con su inteligencia original, muy por debajo del promedio, Sterns nunca podrá duplicar una infusión de rayos gamma y restaurar sus poderes como Líder... al menos no por su cuenta.
Más tarde, se ve a un Líder impotente bajo custodia exigiendo "gamma" (la única cosa que nadie está dispuesto a darle) si iba a divulgar cualquier información sobre cómo detener los planes de seguridad del fallecimiento del juicio final.
Al final del segundo número de la nueva serie Thunderbolts como parte del evento Marvel NOW!, un impotente Samuel Sterns se ve aparentemente alojado dentro de un contenedor de envío. Su cabeza está conectada a una máquina que aparentemente emite radiación gamma roja (al estilo de Red Hulk) con el arnés con la forma de la cabeza anteriormente alta del Líder. Samuel Sterns aparentemente está bajo la custodia de Hulk Rojo. Durante el tercer número, Samuel Sterns tiene una piel de color rojizo, pero sin poderes aparentes. Una vez que Deadpool ve que el Hulk Rojo está empleando a Samuel Sterns, expresa su opinión de que el Punisher no estará contento. Tan pronto como el Punisher ve a Samuel Sterns, le dispara entre los ojos, lo mata y frustra el plan del Hulk Rojo. Durante la lucha contra Madman, Hulk Rojo lo llevó a una tubería que alimenta energía gamma al laboratorio de Madman. Hulk Rojo luego absorbió la energía y luego la alimentó a la fuerza al Líder, devolviéndolo a la vida. El Líder luego se une a los Thunderbolts bajo el nuevo alias Líder Rojo. El Líder Rojo se dio cuenta de que su hermano, Loco, lo había engañado para que revelara dónde escondía su segundo cerebro y el algoritmo que lo ocultaba, estaba en Internet. Después de recuperar su memoria e intelecto, susurra algo en los oídos de su hermano que lo hace morir.
El Líder Rojo luego engaña a los Thunderbolts para que saquen nombres de un sombrero para decidir cuál será la siguiente misión. Escoge el nombre, ya que no tiene "piel en el juego", y elige a Punisher, ya que sabe que querrá ir a la ciudad de Nueva York. Espera escapar de Ross, pero el cruce del Infinito se produce y se ve obligado a liberar a Mercy cuando Supergiant del Orden Negro de Thanos succiona parte de su intelecto. Luego ayuda a Hulk Rojo a destruir la nave insignia del Orden Negro, pero solo para su autoconservación. Constantemente reflexiona sobre cómo debería matar al resto de los Thunderbolts.
Más tarde, el equipo es teletransportado al Infierno y el Líder Rojo luego negocia un contrato con Mephisto para que, si Ghost Rider y Red Hulk derrotan al actual líder del Infierno, Strong Guy, serán teletransportados y Mephisto tomará el control de Mercy, así como de otros. estipulaciones secretas.
El Líder Rojo luego ayuda al equipo a navegar por los pantanos embrujados de Honduras, ya que puede traducir un mapa antiguo. Durante el viaje en bote, susurra algo en un lenguaje antiguo que hace que Ghost Rider pierda sus poderes y sea devorado por un monstruo con tentáculos. Su guía del río luego hace un trato con el Líder Rojo para traicionar a su equipo, pero el Líder Rojo lo cruza dos veces y el equipo mata la emboscada del guía. El Líder Rojo le dice al equipo que ingrese al templo, pero a través de un sendero con trampas explosivas que los mata a todos, excepto a Ross, que encuentra la fuente del poder del templo: la cabeza de un celestial infante. El Líder Rojo muere cuando su cabeza explota después de beber la sangre del Celestial. Él y el equipo se reavivan cuando Ross hace un trato con un ser Celestial y los teletransporta antes de que comience la misión.
Después de que Punisher abandona el equipo, Líder Rojo, que durante mucho tiempo buscó formas de matar a los Thunderbolts y sabiendo que Castle tenía contramedidas para derribar a cada uno de ellos, coloca una bomba en su casa de seguridad con una nota que dice "No nos abandonas. re despedido "sabiendo que sobreviviría y que pensaría que fue Ross quien intentó matarlo y así derribar a los Thunderbolts.
Seis meses después de la disolución de los Thunderbolts, el Líder Rojo había construido su propio imperio criminal en Kata Jaya. Viviendo una vida de lujo e intentando conquistar el corazón de la chica de la que estaba enamorado, el Líder Rojo vio todo lo que había construido destruido por sus excompañeros y los Vengadores. Traicionada por Caitlin (la chica que amaba), el Líder Rojo fue capturado por ellos y encarcelado. Punisher usó el cráneo del jinete fantasma para poner al Líder Rojo bajo una mirada fija de penitencia permanente, pero finalmente fue liberado por Mephisto (con quien había hecho un trato cuando fue al infierno junto con los Thunderbolts).Enfurecido por el hecho de que el Líder Rojo había renunciado a su trato, Mephisto le hizo firmar un nuevo contrato y lo llevó al Infierno.
Como parte de su medida para neutralizar las mutaciones gamma en todo el mundo, la forma Doc Verde de Hulk detuvo a Líder Rojo, quien, a través de medios desconocidos, había escapado del infierno, comenzó a jugar con el ocultismo y neutralizó sus habilidades basadas en gamma. Sin embargo, Líder Rojo había contactado previamente a Gammon (un duplicado de inteligencia artificial de Doc Verde) que había implementado una contramedida contra las acciones de Doc Verde. Tan pronto como se despojó, Líder Rojo se transformó lentamente de nuevo. Sin embargo, en lugar de volver a transformarse en Samuel Sterns, Líder Rojo se transformó de nuevo en Líder. Él y Gammon acordaron trabajar juntos.
En la miniserie "Hulkverines", se muestra que el Líder está detenido en la Instalación Remota de la Base Shadow 43B usando el Lumber Lounge de Big Bob en Akron, Ohio como fachada. El Agente Castillo se le acerca, quien le informa que Hulk ha regresado de entre los muertos y necesitan su ayuda para matarlo. El Líder acepta, pero apuñala al Agente Castillo, diciendo que preferiría hacerlo él mismo. El Líder llega al área donde Hulk y Arma H luchan entre sí, hasta que los agentes de la Base de las Sombras liderados por el Agente NG lo alcanzan. Cuando Hulk comienza a estornudar, el Líder le dice al Agente NG que infectó a Clayton Cortez con un virus que altera los rayos gamma. Al llegar a donde el Arma H había dejado inconsciente a Hulk, el Líder le ruega al Arma H que acabe con él. Cuando el Líder amenaza a su familia como parte del Plan C, detona algunas bombas cerca del Arma H para escapar. Clayton persigue al Líder hasta que llega Wolverine. El Líder saca a los Humanoides, solo para ser regresados a sus vainas por Humanoides de ingeniería inversa cuando la ex científica del Proyecto Arma X, Dra. Aliana Alba, aparece. Ella le aconseja al Líder que le deje la eliminación de Wolverine. Después de una breve pelea, el Líder explica que estaba persiguiendo a Hulk, mientras que la Dra. Alba afirma que ella estaba persiguiendo a Wolverine. Llegan a la conclusión de que fueron manipulados por alguien que quiere que Arma H muera. Esto los lleva a hacer planes para capturar a Hulk para colaborar en un proyecto. Más tarde, el Líder y la Dra. Alba atacaron la Instalación Remota FN34 de la Base de las Sombras. Después de que el Humanoide más grande secuestra a Wolverine y Bruce Banner, los lleva a la Instalación Remota FN34 de Shadow Base cuando comienzan el experimento que le da a Hulk las garras de Wolverine y Wolverine la fuerza de Hulk. El Líder y la Dra. Alba desatan a Hulk y Wolverine mutados en Shadow Base Auto-Op WMD Facility BX91 en Central, Ohio usando Green Energy Corp como fachada. Arma H llega y los atrae hacia el Líder y la Dra. Alba. Cuando Arma H destruye el control remoto en la mano del Líder, la Dra. Alba retira los nanobots que se colocaron en Wolverine y Bruce Banner y los coloca en el Arma H. No funciona en el Arma H, ya que el Líder repara su teletransportador lo suficiente como para alejarse a sí mismo y a la Dra. Alba de Arma H. Después de ver las secuelas desde lejos, el Líder y la Dra. Alba comparten un beso romántico mientras se abrazan.
Después de que Hulk se fue después de descubrir que Xemnu devoró a Minotauro y lo transformó en un híbrido de Xemnu / Minotauro, Líder lo visita. Mientras controla a Rick Jones cuando espía a Hulk, Líder le aconseja a Minotauro que le deje a Hulk.
Si bien se reveló que se había fusionado con Gammon, Líder comenzó a trabajar en el estudio del lugar inferior al que viajan los mutantes gamma después de morir y antes de resucitar. Comenzó a aprender a controlar la Puerta Verde mientras estaba en el lugar de abajo. Se encontró con Brian Banner, quien quería que Líder lo ayudara a escapar del Abajo-Lugar. En cambio, Líder quitó su esqueleto para investigarlo. Tras la victoria de Hulk sobre Xemnu, Líder hizo que Rick Jones enviara una oleada de energía gamma a Hulk durante una sesión de fotos que hizo que liberara una explosión de energía gamma donde los sobrevivientes fueron salvados por Rick Jones, que se transformó en un alargado y con múltiples miembros formar. Gamma Flight vino a confrontar a Hulk, sobre lo que Leader comentó. Luego, el Líder controló a Del Frye para poder enviar a Doc Samson al lugar de abajo y ver cómo se desarrollaban sus planes. Durante la pelea de Hulk con Hombre Absorbente, Puck disparó un rayo de energía sobre Hulk como lo planeó Líder. El Líder usa la Puerta Verde para hacerse cargo de Hulk y su personaje de Cicatriz Verde.
Siguiendo la historia de "Empyre", se reveló que Líder usó la Puerta Verde para devolver a She-Hulk a la vida después de que fuera poseída por una Cotati.

## Poderes y habilidades
El Líder tiene una visión mental sobrehumana, como resultado de su exposición a una explosión de desechos irradiados con rayos gamma. Posee intuición mejorada, resolución de patrones, almacenamiento y recuperación de información, y estructuración lógica y filosófica. Su capacidad para predecir resultados probables de escenarios tácticos y estratégicos es tan avanzada que limita con la clarividencia. El Líder tiene una memoria perfecta con la capacidad de recordar cada momento desde el accidente que le dio sus poderes. Además de su inteligencia sobrehumana, el Líder tiene poderes telequinéticos y telepáticos limitados pero potentes. Él es capaz de controlar mentalmente individuos no mutados en gamma al tocarlos, y ha derribado a un Hulk muy debilitado con sus explosiones telequinéticas.
El Líder posee conocimientos de genética, física y robótica, y ha diseñado una gran cantidad de armas sofisticadas, vehículos, computadoras, androides y humanoides sintéticos. Él es particularmente experto en ingeniería genética y manipulación de radiación para varios propósitos nefarios.
En ocasiones, el Líder mostró la capacidad de volverse de nuevo a Samuel Sterns, pero esta habilidad hizo que perdiera todos los recuerdos de su identidad como el Líder, ya que la mente de Sterns estaba mal equipada para hacer frente al intelecto del Líder (aunque siempre recordaba todo cuando se volvió de nuevo en el Líder).

## Otras versiones

### Enlace a Marvel Cinematic Universe
Antes del lanzamiento de The Avengers en 2012, Marvel publicó una serie de cómics relacionados con el canon titulado Avengers Prelude: Fury's Big Week, que tienen lugar dentro del Marvel Cinematic Universe. En los números 6 a 7, se ve a Sterns sufriendo una rápida mutación en la cabeza, tal como lo descubrió Natasha Romanoff, quien se encuentra con él inmediatamente después de que Hulk ha escapado. Aunque su capacidad mental ya ha aumentado drásticamente hasta el punto en que puede señalar la ubicación exacta del nacimiento de Black Widow solo por un breve indicio de Stalingrado en su acento, Natasha le dispara en la pierna cuando intenta sobornarla ofreciéndole ayuda para regresar a su casa y él es detenido en custodia de S.H.I.E.L.D.

### Marvel Zombies
El Líder aparece como un zombi en Marvel Zombies vs. The Army of Darkness en la horda que infecta al Castigador. Tiene un agujero gigante soplado a través de su cráneo que no lo detiene. También está en Marvel Zombies 3 donde busca suministros alimentarios y médicos que los otros zombis han encontrado para ofrecerlo al zombi Kingpin. El Líder determina el tiempo que los demás se pueden alimentar de los clones humanos. El Líder es enviado junto con otros superseres zombi para encontrar y destruir al Hombre Máquina. El androide consigue ventaja en la batalla y destruye a todos sus perseguidores.

### Ultimate Leader
La versión Ultimate del Líder aparece por primera vez en Ultimate Human #1, una miniserie protagonizada por Ultimate Iron Man y Ultimate Hulk. Este Líder es también la versión Ultimate del agente MI6 Pete Wisdom. En el universo Ultimate, Wisdom es un exagente británico de Inteligencia expulsados de la organización después de la prueba su "Programa de Mejora Británica" en sí mismo, transformándolo en El Líder. Wisdom tiene habilidades psíquicas y mentales similares a la original Líder, pero requiere una silla de ruedas y una abrazadera de ortesis para soportar el peso de su enorme cráneo. El Líder intenta robar la nanotecnología de Tony Stark como Banner y Stark trabajan juntos para tratar de incorporarlo a la fisiología de Banner con la esperanza de que se le conceda el control sobre sus transformaciones en Hulk. Cuando Stark comanda un robot señuelo Iron-Tech en la base de El Líder, Banner se transforma en Hulk. Hulk resiste a la influencia de El Líder, y de una paliza lo hunde en el terreno. El Líder, casi muerto, comanda un C-17 sobre el Hulk, y termina matando a Wisdom / Líder.
En Ultimate Mystery un anciano, en silla de ruedas Dr. Samuel Sterns se encuentra entre un grupo de versiones más jóvenes de 616 villanos y héroes, incluyendo a Arnim Zola III, Misty Knight, Nathaniel Essex, y la Dra. Layla Miller. Representan un trust de cerebros para Roxxon Industries. Luego es transformado en un híbrido Hulk / Líder, atacando a Spider-Man, pero es derrotado.

## En otros medios

### Televisión
- El Líder aparece en la porción del Increíble Hulk de Marvel Superheroes, con la voz de Gillie Fenwick.
- El Líder apareció en la serie de los 1980s The Incredible Hulk episodio "Criminales al Volante", con la voz de Stan Jones.
- El Líder aparece como un villano en la serie Iron Man episodio "Los Caza-Hulk", con la voz de Matt Frewer, donde trata de usar dos de los anillos del Mandarín para viajar atrás en el tiempo y evitar el accidente que creó a Hulk.
- El Líder apareció como un villano recurrente en la serie de UPN de los años 1990s The Incredible Hulk con Matt Frewer retomando su papel. Esta versión de él es muy parecida a los cómics. A diferencia del cómic, sin embargo, es servido por Gárgola, Abominación, Ogresa, y los Guerreros Gamma (los cuales fueron creados a partir del ADN de Hulk). En el final de la temporada 1, Bruce Banner y Hulk se separan el uno del otro y secuestra a Hulk sin sentido, donde intenta absorber su fuerza, pero su mente es colocada en la criatura. Él tiene su nuevo cuerpo llevando un traje similar a su anterior, pero la personalidad de Hulk se encarga del Líder, que trata de destruir una base militar, pero el recuerdo de Betty Ross libera al Líder de Hulk. Se sale del cuerpo de Hulk y regresa a su propio temor su fuerza. Al comienzo de la temporada 2, El Líder volvió a Samuel Sterns y es degradada por la Gárgola de la misma manera que antes. Él es capaz de restaurarse a sí mismo como El Líder mediante la absorción de la energía gamma de Rick Jones.
- El Líder aparece en The Super Hero Squad Show episodio "Tiembla ante el Poder de M.O.D.O.K". Él es mostrado en una convención de genios del mal.
- El Líder apareció en The Avengers: Earth's Mightiest Heroes con la voz de Jeffrey Combs. En el episodio "Hulk contra el Mundo", Líder es mostrado como un preso del Cubo. En el episodio "El Escape" parte 1, Líder es uno de los presos que se escapan del Cubo. Se las arregla para hacerse cargo después de Hulk deja con Doc Samson. En el episodio de dos partes "Mundo Gamma", Líder planea cubrir la Tierra de rayos de energía gamma que causan que cualquier persona expuesta se convierta en monstruos de gamma. Por desgracia, no podía afectar a Thor o Doc Samson (que ya había sido expuesto a ella). Aunque el generador en el Cubo fue destruido, Líder tenía otro en una ciudad cercana. Cuando Thor y el Doc Samson habían sido hechos prisioneros, Líder se enteró de Thor que la energía gamma no afecta a los asgardianos y desata a Abominación. Cuando Thor recupera a Mjolnir, Líder convoca al Hombre Absorbente que terminó por absorber las propiedades de Mjolnir. Cuando Hulk y Ojo de Halcón llegaron, Líder tiene a Abominación peleando contra Hulk mientras él y los Vengadores de Gamma atacan a Ojo de Halcón. Ojo de Halcón lanza flechas especiales que curan a los Vengadores infectados antes de luchar contra el Líder. Después de que Hulk había derrotado a la Abominación enviándolo a volar, y Thor había derrotado al Hombre Absorbente, el traje de batalla del Líder fue derribado y su cabeza se amplió un poco, mientras que Hulk lanzó el generador de rayos gamma al espacio. Al día siguiente, el Líder y el Hombre Absorbente son puestos en custodia de S.H.I.E.L.D. con los otros villanos con gamma. En el episodio "Ataque a la 42", aparece como uno de los prisioneros en la prisión 42 de la Zona Negativa, en donde El Líder logra escuchar y sentir los pensamientos de Annihilus, advirtiéndoles a los Vengadores y soldados de S.H.I.E.L.D.
- El Líder aparece en la nueva serie de Hulk and the Agents of S.M.A.S.H.,[66] con la voz de James Arnold Taylor. Es un enemigo recurrente de los Agentes de S.M.A.S.H. y tiene la clave del pasado de Skaar.
- El Líder aparece también en la tercera temporada de Ultimate Spider-Man, en el episodio 25, "Concurso de Campeones, parte 3", expresado de nuevo por James Arnold Taylor. Su mente y la mente de M.O.D.O.K. terminan comunicándose con Spider-Man, Araña de Hierro y el Agente Venom. Al estar de acuerdo para liberarlos, Spider-Man que quiere trabajar la máquina teletransportador para obtener todos los rehenes civiles a la Tierra. Líder y MODOK trabajan con el teletransportador, mientras los demás luchaban contra el Gran Maestro. Como están siendo evacuados los civiles finales, Líder y M.O.D.O.K. aprovecharon la oportunidad para conseguir teletransportarse fuera de la nave del Gran Maestro.
- El Líder aparece en la serie de Avengers Assemble, expresado de nuevo por James Arnold Taylor.
  - En la tercera temporada como Avengers: Ultron Revolution, episodio, "La Creación del Arma Perfecta". Trabaja en sus planes para hacer el arma perfecta robando la tecnología de A.I.M. Cuando Los Vengadores y Hulk Rojo se presenten, el Líder desencadena a Ultimo en ellos mientras él se escapa. Cuando está en una isla en alta mar, el Líder hace que Hulk Rojo se quede con las trampas que los Vengadores tienen dificultades para pasar. El Líder atrae a Hulk Rojo a una habitación que contenía un acelerador bomba gamma de partículas que utilizará en Hulk Rojo. Después de que Hulk Rojo no desarma la bomba y está atrapado en la explosión, el Líder aparece ante los Vengadores declarando que creó el arma perfecta cuando un Hulk Rojo agrandado aparece cerca de él. En el episodio "Guerra Mundial Hulk", Líder pierde el control de Hulk Rojo y es golpeado en un estado de inconsciencia.
  - En la cuarta temporada, como Avengers: Secret Wars, en el episodio de dos partes "No Más Vengadores", Líder roba el prototipo del reactor ARK y algunos Vibranium del consulado de Wakanda que le lleva en conflicto con los Vengadores. Cuando lo atrapan, convoca a una nueva encarnación de la Camarilla que consiste en Arnim Zola, Encantadora, Skurge y Kang el Conquistador. Usando el prototipo Vibranium y el Reactor ARK robado, Líder construye el expansor estático para inmovilizar los Vengadores con el fin de enviarlos a través del tiempo y el espacio. Cuando Pantera Negra regresa con los miembros de la reserva, el Líder es derrotado en la que pide a la Camarilla para ayudarlo. Arnim Zola y Encantadora le dicen que él no es "verdadero líder" de la Camarilla, lo cual escapan. Después de que los Vengadores se encuentran dispersos a través del tiempo y el espacio, el grupo de Pantera Negra toma al Líder en su custodia.

### Universo cinematográfico de Marvel
El Dr. Samuel Sterns aparece en medios ambientados en el Universo cinematográfico de Marvel (UCM), interpretado por Tim Blake Nelson.
- Esta versión, que apareció por primera vez en la película The Increíble Hulk (2008), es un profesor universitario de Harlem que intenta en secreto ayudar a Bruce Banner a encontrar una cura para sus transformaciones a través de varias muestras de sangre de Banner bajo el alias de "Sr. Azul". Después de una prueba para controlar la mutación de Hulk, Sterns revela que replicó las muestras a Banner antes de que este último sea capturado por el General Ross y Sterns se vea obligado a transformar a Emil Blonsky en Abominación. Después de que este último hiere a Sterns y destruye su laboratorio, una de las muestras de sangre de Banner gotea en la herida abierta de la cabeza de Sterns, lo que hace que su cráneo se expanda rápidamente.
- Sterns aparece en el cómic Fury's Big Week #6-7. Poco después de su mutación, se encuentra con la agente de S.H.I.E.L.D. Natasha Romanoff, señala su lugar de nacimiento exacto según su acento y se ofrece a llevarla allí. Sin embargo, ella lo rechaza y lo pone bajo custodia de S.H.I.E.L.D.
- Sterns aparece como el Líder en la película del UCM Captain America: Brave New World (2025).[68]En la película, El Líder busca vengarse de Ross por haber sido encarcelado por él desde los eventos de The Incredible Hulk y por haberle negado el perdón. Sterns intenta incitar una guerra entre Estados Unidos y Japón para destruir el legado de Ross, pero el nuevo  Capitán América y Falcon detienen sus planes. Sterns luego pone en marcha su plan B y hace que Ross se convierta en Hulk Rojo en una conferencia de prensa.

### Videojuegos
- El Líder aparece en el videojuego Hulk con la voz de Michael Dobson. Él está trabajando para crear la Nueva Libertad, un lugar para los mutantes irradiados de gamma. Tiene poderes de teletransportación junto con sus poderes habituales.
- El Dr. Sterns aparece en el videojuego The Incredible Hulk con la voz de Tim Blake Nelson. Él ayuda a Hulk cuando viene a utilizar un dispositivo para limpiar las bombas químicas desencadenadas por el Enclave y usa el prototipo de la cura en un edificio infectado por el Enclave. Cuando el General Thunderbolt Ross toma a Bruce Banner y Betty Ross en custodia militar, Emil Blonsky coacciona a Sterns para que le de una inyección de sangre de Banner. Samuel Sterns declara que no sabe qué otras cosas pusieron en él y una mezcla de las sustancias químicas y la sangre de Banner resultarían en una "abominación".
- El Líder también aparece como personaje jugable en Lego Marvel Super Heroes,[69] con la voz de Jeffrey Combs. Se le muestra como un preso en la balsa y es derrotado por los superhéroes.
- El Líder aparece como un villano en Marvel: Avengers Alliance, haciendo su debut en Spec Ops 32 en el que secuestró a Betty Ross y la convirtió en la Red She-Hulk. Fue derrotado por el Hulk Rojo, pero de rabia le inyectó el mismo suero que usó en Betty, transformándolo en una versión más poderosa de sí mismo, ahora conocido como el Líder Rojo.[70]
- El Líder aparece como un personaje jugable en Lego Marvel Vengadores.
- El Líder aparece como un personaje jugable en Marvel Avengers Academy.
- El Líder aparece como un personaje jugable en Marvel Contest of Champions.[71]